# Nati nel 1222
| Questa pagina contiene informazioni ricavate automaticamente dalle voci biografiche con l'ausilio del template Bio e di un bot. L'aggiornamento è periodico e automatico e ricostruisce completamente la pagina. Se manca una persona in questa lista, sei pregato di non aggiungerla, ma accertati piuttosto che la sua voce biografica contenga il template Bio e che i dati anagrafici siano correttamente compilati. Se il template Bio manca, inseriscilo tu stesso o, in alternativa, metti l'avviso {{tmp\|Bio}} che ne segnala la mancanza. Se i dati riportati sono sbagliati, correggi direttamente la voce biografica; le modifiche saranno visibili in questa lista entro pochi giorni. Per chiarimenti vedi il progetto biografie. La lista contiene solo le 10 persone che sono citate nell'enciclopedia e per le quali è stato implementato correttamente il template Bio. Pagina aggiornata al 13 gen 2025. |

- 16 febbraio - Nichiren, monaco buddhista giapponese († 1282)
- 28 marzo - Ermanno II di Turingia, nobile tedesco († 1241)
- 4 agosto - Riccardo di Clare, VI conte di Gloucester, nobile britannico († 1262)
- Abutsu-ni, poeta e monaco buddista giapponese († 1283)
- Alfonso d'Aragona, principe spagnolo († 1260)
- Andrea II di Vladimir, sovrano († 1264)
- Iolanda di Châtillon-Nevers († 1254)
- Alberghetto Manfredi, nobile italiano († 1275)
- Qalawun, sultano turco († 1290)
- Llywelyn ap Gruffydd, sovrano gallese († 1282)